# Егі Маулана
Егі Маулана Вікрі (нар. 7 липня 2000, Г'юнга, Медан, Індонезія) — індонезійський футболіст, нападник та атакувальний півзахисник польського клубу «Лехія» (Гданськ) та національної збірної Індонезії. 2017 року газета «Ґардіан» включила Егі до списку з 60-ти найбільш талановитіших та багатообіцяючих футболістів 2000 року народження.

## Клубна кар'єра

### Юніорська кар'єра
Футболом розпочав займатися в 6-річному віці в академії «Тасбі» (Медан), де першим тренером майбутнього футболіста був його батько. У дванадцять років Егі помітили скаути ASSBI і запросили взяти участь у турнірі Grassroots Indonesia U-12, де він став найкращим бомбардиром. У першій половині 2014 року грав у складі «Анніса» (Пратама) в Ліга Компас Грамедія (U-14). Влітку 2014 року переїхав до академії BLiSPI «БЛіСПІ Біна» (Сентра) з Чиребона, де пробув менше 4 місяців.
З осені 2014 року тренувався у футбольній секції СКО «Рагунан», звідки його запросили на навчальні консультації до академії АСІОП (Апасинті) та клубу «Персаб» (Бребес). У липні 2016 року у футболці АСІОП (Апасинті) виграв Кубок Готії 2016 у категорії U-15, виграв гонку бомбардирів та звання найкращого гравця турніру. У грудні 2016 року разом з «Персабом» (Бребес) виграв Кубок Соератін (U-17), ставши найкращим бомбардиром і, на думку організаторів, найкращим гравцем турніру. У 2017 році The Guardian включив його до списку 60 найталановитіших молодих футболістів світу.

### Доросла кар'єра
У грудні 2017 року пройшов перегляд «Сент-Етьєні» (Ліга 1). До кінця 2018 року Чейнат Горнбілл планував організувати перегляд Егі в деяких німецьких клубах. Окрім цього побував на перегляді в Бенфіці, «Спортінгу», «Хетафе», «Еспаньйолі», «Легією» (Варшава), «Аяксі» (Амстерда) та деяких італійських клубах. У березні 2018 року домовився про трирічний контракт із «Лехією» (Гданськ), яку очолював Пйотр Стоковец. Контракт набув чинності після досягнення ним повноліття. Після прибуття до клубу розпочав грати в резервній команді (IV ліга). 22 грудня 2018 року дебютував в Екстракласі в переможному (4:0) матчі проти «Гурника» (Забже), в якому вийшов на поле на 82-й хвилині замість Лукаша Гарасліна. У липні 2019 року виграв з «Легією» Суперкубок Польщі після перемоги над «П'ястом» (Гливиці) (3:1).

## Кар'єра в збірній

### Юнацькі збірні
У 2013 - 2015 роках грав у юнацьких збірних Індонезії (U-14) та (U-16). У грудні 2014 року дебютував та відзначився першим голом за юнацьку збірну Індонезії (U-16) у товариському матчі проти юнацької збірної В'єтнаму (U-16), але вже через рік членство Індонезії в ФІФА призупинили. У квітні 2015 року відначився двома голами в товариському матчі проти юнацької збірної Японії (U-16).  У середині 2016 року розпочав виступати за юнацьку збірну Індонезії (U-19). 31 травня 2017 року на Турнірі у Тулоні дебютував за юнацьку збірну Індонезії (U-19) в поєдинку проти молодіжної збірної Бразилії. На вище вказаному турнірі отримав нагороду як «найбільше відкриття турніру». У вересні того ж року виграв титули найкращого бомбардира та MVP на юнацькому чемпіонаті Південно-Східної Азії (U-19), де Індонезія фінішувала третьою. У листопаді 2017 року провів перший матч у команді U-23 під керівництвом Луїса Мільї. У 2018 році зіграв у наступному розіграші юнацького чемпіонату Південно-Східної Азії U-19, де індонезійці знову зайнялт 3-тє місце, а на наступному юнацького чемпіонату Південно-Східної Азії U-19, Індонезія вибула вже в чвертьфіналі. За молодіжну збірну Індонезії (U-23) дебютував 16 листопада 2017 року в товариському матчі проти молодіжну збірну Сирії (U-23), вийшовши на поле з лави запасних.

### Головна збірна
2 грудня 2017 року дебютував у складі збірної Індонезії в неофіційному переможному (4:0) матчі проти Брунею у рамках Ацех Всесвітнього Кубку солідарності Цунамі 2017 року. 14 січня 2018 року офіційно дебютував у програному (1:4) товариському матчі проти Ісландії в Джакарті.

## Особисте життя
Він народився в 2000 році в Медані на Суматрі, другий з трьох дітей С'яріфудіна (1968 року народження) та Аспії (1972 року народження). У нього є старший брат Юсрізал Музаккі (1995 р.н.) та молодша сестра Афіфа Тахіра (2009 р.н.). Його батько і брат також грали у футбол на професіональному рівні, виступаючи за клуби в Другої ліги Індонезії.

## Статистика виступів

### Клубна
Станом на 20 жовтня 2020
| Клуб                 | Сезон             | Ліга              | Ліга  | Ліга | Національний кубок | Національний кубок | Єврокубки | Єврокубки | Інші  | Інші | Загалом | Загалом |
| Клуб                 | Сезон             | Дивізіон          | Матчі | Голи | Матчі              | Голи               | Матчі     | Голи      | Матчі | Голи | Матчі   | Голи    |
| -------------------- | ----------------- | ----------------- | ----- | ---- | ------------------ | ------------------ | --------- | --------- | ----- | ---- | ------- | ------- |
| «Лехія II» (Гданськ) | 2018 - 2019       | IV ліга           | 16    | 13   | -                  | -                  | -         | -         | -     | -    | 16      | 13      |
| «Лехія II» (Гданськ) | 2019 - 2020       | IV ліга           | 5     | 2    | -                  | -                  | -         | -         | -     | -    | 5       | 2       |
| «Лехія II» (Гданськ) | Загалом           | Загалом           | 21    | 15   | -                  | -                  | -         | -         | -     | -    | 21      | 15      |
| «Лехія» (Гданськ)    | 2018–19           | Екстракляса       | 2     | 0    | 0                  | 0                  | -         | -         | -     | -    | 2       | 0       |
| «Лехія» (Гданськ)    | 2019–20           | Екстракляса       | 1     | 0    | 0                  | 0                  | 0         | 0         | 1     | 0    | 2       | 0       |
| «Лехія» (Гданськ)    | 2020–21           | Екстракляса       | 4     | 0    | 0                  | 0                  | -         | -         | -     | -    | 4       | 0       |
| Загалом              | Загалом           | Загалом           | 7     | 0    | 0                  | 0                  | 0         | 0         | 1     | 0    | 8       | 0       |
| Усього за кар'єру    | Усього за кар'єру | Усього за кар'єру | 28    | 15   | 0                  | 0                  | 0         | 0         | 1     | 0    | 29      | 15      |

1. ↑  Матчі в Суперкубок Польщі

## Досягнення
«Лехія» (Гданськ)
- Кубок Польщі
  -  Володар (1): 2018/19

- Суперкубок Польщі
  -  Володар (1): 2019

Міжнародні
- Юнацький чемпіонат АФФ (U-19)
  -  Бронзовий призер (2): 2017, 2018

- Ігри Південно-Східної Азії
  -  Срібний призер (1): 2019[43]

Індивідуальні
- Найкорисніший гравець Турніру в Тулоні: 2017[44]
- Найкращий бомбардир юнацького чемпіонату АФФ (U-19): 2017
- Найкращий гравець юнацького чемпіонату АФФ (U-19): 2017